# 拉吕圣皮埃尔
拉吕圣皮埃尔（法語：La Rue-Saint-Pierre，法語發音：[la ʁy sɛ̃ pjɛʁ]）是法国瓦兹省的一个市镇，属于克莱蒙区。

## 地理
拉吕圣皮埃尔（49°24'34"N, 2°17'45"E）面积8.68 平方千米，位于法国上法蘭西大區瓦兹省，该省份为法国北部内陆省份，北起索姆省，西接厄尔省和滨海塞纳省，南至塞纳-马恩省和瓦兹河谷省，东临埃纳省。
与拉吕圣皮埃尔接壤的市镇（或旧市镇、城区）包括：雷梅朗格勒、布雷勒、埃地区拉纳维尔。

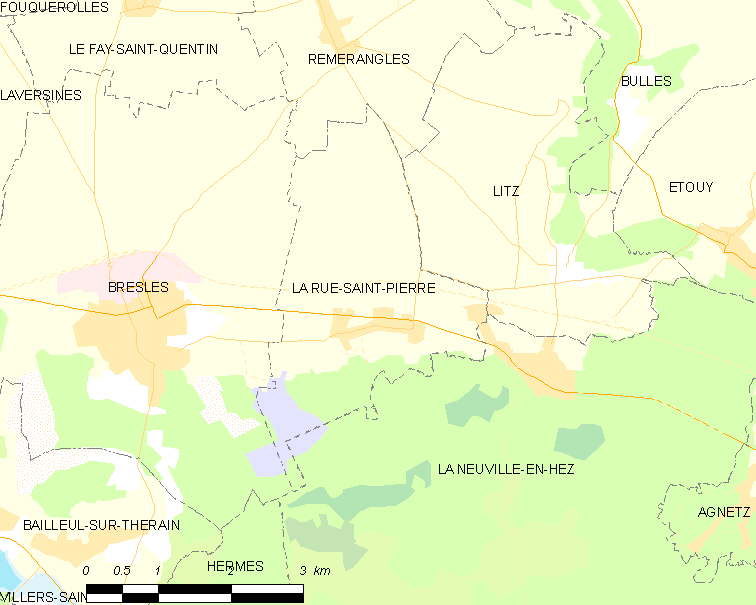
拉吕圣皮埃尔的OSM定位图

拉吕圣皮埃尔的时区为UTC+01:00、UTC+02:00（夏令时）。

## 行政
拉吕圣皮埃尔的邮政编码为60510，INSEE市镇编码为60559。

## 政治
拉吕圣皮埃尔所属的省级选区为穆伊县。

## 人口

1962-2008年间拉吕圣皮埃尔人口变化图示

拉吕圣皮埃尔于2022年1月1日时的人口数量为860人。